# Tóth Ferenc (muzeológus)
Tóth Ferenc (Makó, 1928. január 4. – Makó, 2018. augusztus 19.) magyar helytörténész, muzeológus, „a legmakaibb makai”.

## Életpályája
Tanulmányait szülővárosában kezdte, 1947-ben érettségizett a Csanád Vezér Gimnáziumban (a mai Makói József Attila Gimnázium). A Szegedi Tudományegyetem Bölcsészettudományi karára iratkozott be, magyar-történelem szakos tanári diplomáját 1952-ben szerezte meg. A régészetet Tápé-Lebőn és Nyársapáton tanulta, olyan tanároktól, mint Bálint Alajos és Párducz Mihály.
Egy évig tanított az akkor már József Attila nevét viselő egykori iskolájában, majd a Szegedi Tudományegyetem Történeti Intézetében lett tanársegéd és könyvtáros. 1955–1964 között ismét a József Attila Gimnázium tanára volt. 1964-ben kinevezték a József Attila Múzeum igazgatójának. Működése idején fölépült az új múzeumépület, a skanzen több épülete, megnyílt az Espersit-ház, és felépült a makói hagymás ház az ópusztaszeri Nemzeti Történeti Emlékparkban. 1968-ban jelent meg első nagyobb tanulmánya, A makói talicska; 1976-ban doktorált a József Attila Tudományegyetem Bölcsészettudományi karán, doktori disszertációját A makói parasztház címmel írta és védte meg. 1988-ban ment nyugdíjba, aktívan töltötte nyugdíjas éveit, több publikációja jelent még meg.
Szerkesztője volt A Makói Múzeum Füzetei, a Makói Múzeum Adattára és a Makói Múzeum Forráskiadványai sorozatoknak. Jelenleg is szerkeszti Az Erdei Ferenc Társaság Füzetei, A Makói Keresztény Értelmiségi Szövetség Füzetei, a Makói Életrajzi Füzetek, a Szirbik Miklós Társaság Füzetei, a Földeáki történetek és a Makói Újságok Bibliográfiája című sorozatokat. A Révai új lexikona szócikkírója, a Csanád Vezér Alapítvány Kuratóriumának elnöke, a Szirbik Miklós társaság titkára, a Csongrád Megyei Honismereti Egyesület tiszteletbeli tagja. 1990–2005 között a Keresztény Értelmiségi Szövetség makói szervezetének titkára volt.
Szerkesztésében százötvennél is több kiadvány jelent meg, publikációinak száma meghaladja a háromszázat. Több mint félszáz könyvet szerkesztett és részben írt, köztük a Makói Monográfia hat kötetét. Cikkeit rendszeresen közli a Marosvidék és a Makói História című folyóirat.

## Művei
- A makói hagyma történetéhez (1969)
- A makói talicskaper (1971)
- Gilitze István és az 1821-es árvíz (1972)
- Makó településtörténeti vázlata (1974)
- A makói városi parasztház telke (1974)
- A makói rév és híd (1977)
- Anyag és technika Makó népi építészetében (1979)
- Emlékezés Diósszilágyi Sámuelre; József Attila Múzeum, Makó, 1982 (A makói múzeum adattára)
- A makói ház (1982)
- Egy makói hagymás család életútja (1982)
- A makói parasztgazdaságok ellátottsága 1781-ben (1983)
- Farkas Imre munkásmozgalmi tevékenysége dokumentumok tükrében (1983)
- Dr. Könyves-Kolonics József politikai pályája (1984)
- Erdei Ferenc szülőháza (1985)
- Giba Antal felmérése Makó belterületéről 1824-ben (1986)
- Erdei Ferenc, a makói diák (1986)
- Erdei Ferenc hadbírósági pere (1986)
- Erdei Ferenc emlékülés 1985. december 16. (szerkesztő, 1987)
- Giba Antal felmérése Makó szállásföldjeiről 1819-1820-ban (1988)
- Makó úrbéri térképei (1988)
- Giba Antal emlékülés (szerkesztő, 1988)
- A parasztpárt megalakulása (1989)
- A parasztház és berendezése (1990)
- Címerek és díszpolgárok Makón (szerkesztő, 1991)
- Makó város úrbéri küzdelmeinek kezdetei 1778-1805 (1992)
- Makó régi térképei (1992)
- Makói vasművesség; rajz Tipity János, szöveg Tóth Ferenc; Önkormányzat, Makó, 1992 (A makói múzeum füzetei)
- Régi makói házak; rajz Tipity János, szöveg Tóth Ferenc; Önkormányzat, Makó, 1992 (A makói múzeum füzetei)
- Buzás László–Tóth Ferenc: Makó utcanevei; Önkormányzat, Makó, 1992 (A makói múzeum füzetei)
- Makói temetők (1996)
- A makói hagyma (1998)
- Csongrád megye építészeti emlékei (2000)
- Apátfalva – Száz magyar falu kincsesháza (2000)
- Makó története 1849-től 1920-ig (2002)
- Makó története 1920-tól 1944-ig (2004)
- Emlékeim Bálint Sándorról; KÉSZ Makói Csoportja, Makó, 2004 (A makói Keresztény Értelmiségi Szövetség füzetei)
- „Az otthonom pedig hát ott, Makón van.” József Attila makói évei (2005)
- Makói újság, 1935–1944; Makói Monográfia Szerk., Makó, 2006 (Makói újságok bibliográfiája)
- "Rám tekint, pártfogón, e század...". Makói kortársak József Attiláról; sajtó alá rend. Tóth Ferenc; Önkormányzat, Makó, 2006
- Makó néprajza (2007)
- Makói képzőművészek – képzőművészek Makón; Bába, Makó–Szeged, 2010
- Galamb József emlékhelyek Makón; Szirbik Miklós Társaság, Makó, 2012 (Szirbik Miklós Társaság füzetei)
- Makó igézetében. Cikkek, tanulmányok; Tóth Ferenc, Makó, 2014
- Makói cserepek. Cikkek, tanulmányok; Tóth Ferenc, Makó, 2016

## Díjai, elismerései
- Szocialista Kultúráért Érdemérem (1970)
- Munka Érdemrend ezüst fokozata (1979)
- Móra Ferenc-emlékérem (1988)
- Makó Város Díszpolgára (1990)
- Tömörkény István-díj (1997)
- Csongrád Megyei Közgyűlés Megyei Alkotói Díja (1998)
- A Magyar Köztársasági Érdemrend lovagkeresztje (2002)
- Pápai áldás (2003)
- Bél Mátyás – Notitia Hungariae Emlékérem (2003)
- Fraknói Vilmos-díj (2006)
- Nagy György-díj (2008)
- Csongrád megyei Prima Díj (2008)

## Emlékezete
- 2019. január 4-én Makón, a József Attila Múzeum homlokzatán emléktáblát avattak tiszteletére.[2]

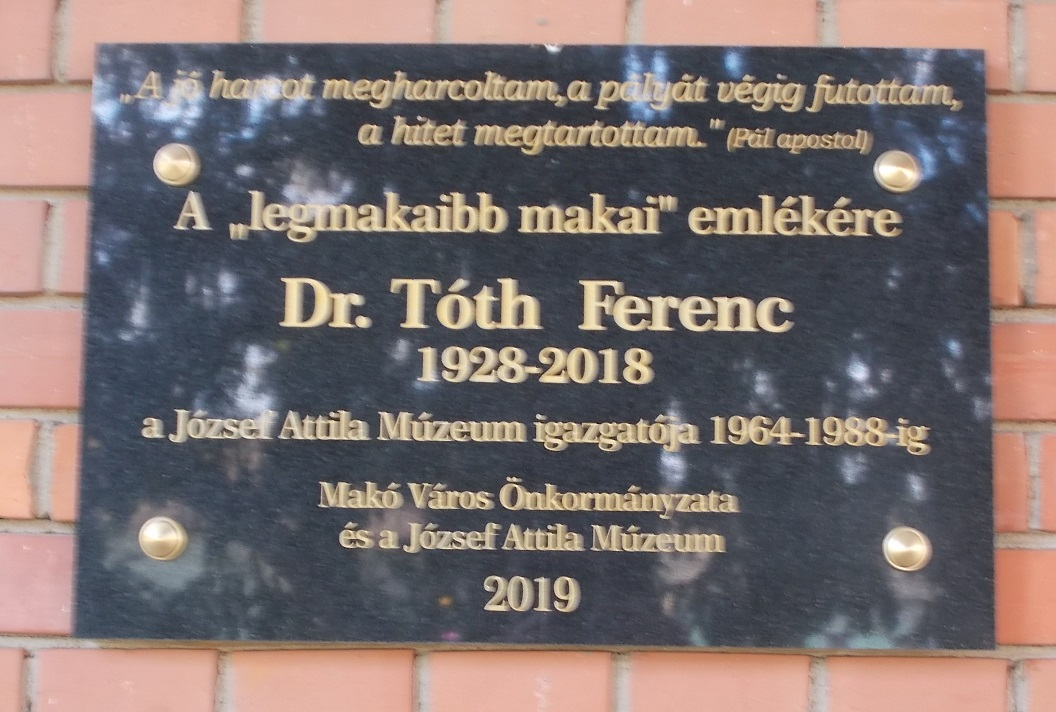
Tóth Ferenc muzeológus emléktáblája Makón, a Megyeház u. 4. alatt

- 2024. január 4-én, szülőházán, Makón a Nagycsillag u. 45. szám alatt emléktáblát avattak.
- 2024. augusztusában Makón megalapították a Tóth Ferenc Egyesületet. Az Egyesület célja Tóth Ferenc emlékének ápolása, tudományos munkásságának megismertete. Elnöke, Forgó Géza lett.[3]